# Deutsches Theater Riga
Das Deutsche Theater Riga war ein im 18. und 19. Jahrhundert in Riga bestehendes deutsches Theater von europäischer Geltung. In seinem Orchester arbeiteten 1837–1839 Richard Wagner, 1842 Franz Liszt, 1844 Clara Schumann und Anton Rubinstein, 1847 Hector Berlioz.
Im baltischen Livland, Kurland und Estland mit seiner deutschsprachigen Oberschicht bildeten Riga und Reval die wichtigsten Zentren des deutschen Theaters. Im Laufe des 18. Jahrhunderts bildeten sich in zahlreichen deutschsprachigen Städten stehende Bühnen, während die vorherige Theaterkultur von wandernden Schauspielergruppen geprägt war, die am Rande der bürgerlichen Gesellschaft lebte. In Riga war es Otto Hermann von Vietinghoff, wegen seines Reichtums auch Kleinkönig von Livland genannt, der Schauspieler zum Bleiben bewegte. Ein Speichergebäude am Paradeplatz am Jakobstor wurde zum Komödienhaus umgebaut und 1768 mit einer Komödie von André Cardinal Destouches eingeweiht. Ein Teil der Schauspielertruppe blieb daraufhin dauerhaft in Riga. Vietinghoff wurde 1772–1775 Prinzipal dieser Truppe und engagierte weitere Schauspieler, Sänger und Tänzer aus Deutschland, während der vorherige Prinzipal Regisseur wurde. Damit trennte sich erstmals die Funktion des Intendanten von der Funktion des Regisseurs. Vietinghoff wollte hier die Rigaer Gesellschaft konzentrieren und griff die Schwarzhäupter scharf an, als diese ankündigten, im Schwarzhäupterhaus ein Tanzfest zu veranstalten.
Im Ensemble wirkten einige hervorragende Schauspielerfamilien, vor allem die Brandes, aber auch die Hüblers, die Mendes, die Wißings, Ganters und Porsches. Als Dirigent für Ballettaufführungen berief Vietinghoff Federigo Fiorillo. Im Jahr 1788 dirigierte Georg Anton Benda seine eigene Oper Ariadne auf Naxos. Die erste Mozart-Oper, Entführung aus dem Serail wurde 1785 aufgeführt. Aufgeführt wurden zu dieser Zeit auch Die Räuber, Don Carlos Kabale und Liebe und Figaros Hochzeit von Beaumarchais. Das Orchester des Deutschen Theaters war lange das einzige Orchester der Stadt, wobei Konzerte meist im Schwarzhäupterhaus stattfanden.
Nachdem der Bau am Paradeplatz abgerissen werden musste, ließ Vietinghoff 1780–1782 sein Stadthaus und ein Theater Seite an Seite errichten. Das neue Theater wurde am 15. September 1782 mit einer Aufführung von Emilia Galotti und einem Ballett eröffnet, am nächsten Tag wurde eine Komödie von Carlo Gozzi gespielt, am dritten Tag wurde eine Oper aufgeführt. Das Theater gab sich auch ein eigenes Gesetz, das Rigaer Theatergesetz.
Die wichtigsten Inszenierungen der nächsten Jahre waren 1797 die Zauberflöte, 1802 die Lodoiska von Luigi Cherubini, 1818 der Fidelio, 1822 Der Freischütz und Il barbiere di Siviglia. Im Jahr 1836 fand das große Düna-Musikfest statt. Von 1835–367 war das Theater geschlossen und wurde renoviert.
Karl von Holtei engagierte 1837 Richard Wagner als Kapellmeister des Theaters. Doch Wagners Ansprüche führten zum Konflikt mit den Musikern des Orchesters, 1839 gab er seine Stelle auf. Am 14. März 1839 fand im Schwarzhäupterhaus Wagners letztes Konzert statt.
Er begann hier mit der Arbeit an seiner frühen Oper Rienzi, die er in Paris fortsetzte und die 1842 in Dresden uraufgeführt wurde. Auch Der fliegende Holländer ist mit Wagners Rigaer Zeit verbunden, weil Wagners abenteuerliche Flucht aus Riga mit dem Schiff nach London ihn zu der Oper inspiriert haben soll. Der Bau des Stadttheaters Riga diente Wagner als Vorbild für das Bayreuther Festspielhaus.
Am 29. August 1863 fand die erste Aufführung im neuen Haus, der heutigen Lettischen Nationaloper statt.